# Rote lieder - 7º Festival des politischen liedes
Questo disco pubblicato nel 1977 dalla Amiga/VEB Deutsche Schallplatten (etichetta della Germania Est) documenta, come indicato sulla copertina, il 7º Festival delle canzoni politiche (Festival des politischen liedes) svoltosi a Berlino Est dal 12 al 19 febbraio del 1977. Tutti i brani furono registrati dal vivo in occasione dei concerti tenutisi durante il Festival. I titoli indicati sono tutti in tedesco (così come sulla copertina originale del disco) ma i brani sono tutti cantati nella lingua degli esecutori (in particolare il brano degli Inti-Illimani altro non è che Chile resistencia). Questo disco non è mai stato pubblicato o distribuito in Italia.

## Tracce
1. So wollen wir kämpfen - (Bots - G.Kern) - Oktoberklub (DDR)
2. Wir werden Dolores sehn - (V.Manuel) - Victor Manuel (Spagna)
3. Oktoberecho - (Grenada) - Grenada (Unione Sovietica)
4. Wiegenlied für den gorilla Pinochet - (L.E. Mejia Godoy) - Luis Enriques Mejia Godoy (Costa Rica)
5. Der siebente mußt du selbst sein - (tradizionale - A.Jozsef) - 25° Theater Budapest (Ungheria)
6. Ich grüße die revolutionäre - (Y.Hassoun) - Gruppe der Palastinensischen befreiungsorgansation
7. Aktionseinheit - (D.Stadtler - G.Wollschon) - Floh de Cologne (Germania Ovest)
8. Danke, Frelimo - (F.Sofane) - Alianca opererio camponesa (Irlanda)
9. Aus der suite Das gold und der weizen - (C.Paredes) - Carlos Paredes (Portogallo)
10. Lied von der einheit lateinamerikas - (P.Milanes) - Manguaré (Cuba)
11. Vietnam Ho Chi Minh - (P.Tuyen) - Hanoi (Vietnam)
12. Der Schrei des revolutionärs - (Y.Khalife - G.Mhanna) - Al Mayadine (Libano)
13. Lied des roten gefangenen - (tradizionale - J.Joutsenniemi) - Pukainen Lanka (Finlandia)
14. Chile im widerstand - (S.Ortega) - Inti-Illimani (Cile)
15. Der lange weg - (H.Sanders) - Bots (Paesi Bassi)